# Phoeniostacta haematobasis
Phoeniostacta haematobasis är en fjärilsart som beskrevs av George Francis Hampson 1898. Phoeniostacta haematobasis ingår i släktet Phoeniostacta och familjen björnspinnare. Inga underarter finns listade i Catalogue of Life.